# Щипанов, Андрей Дмитриевич
Андре́й Дми́триевич Щипа́нов — российский актёр.

## Биография
Андрей родился 10 августа 1987 года в городе Кстово Нижегородской области. В 2007 году поступил на факультет актёрского мастерства в Театральный институт им. Б. Щукина (курс Ю. Нифонтова). И уже через месяц после начала учёбы Андрея пригласили на пробы для съёмок в фильме «Скажи Лео».

## Детство
Его родители были далеки от киноискусства. Папа — в прошлом музыкант, а мама работала на заводе. Благодаря отцу Андрея у них дома всегда было много гитар, и Андрей лет с 5—6 стал проявлять интерес к музыке. Начинал он с того, что просто ставил гитару у стены и бренчал на ней, как на контрабасе. А позже научился играть уже по-настоящему.
С удовольствием он разыгрывал различные сценки перед родителями и родственниками и уже лет с восьми точно знал, что в будущем станет или актёром, или клоуном.

## Неоконченное обучение
Окончив в 14 лет экстерном, 9 и 10-й классы, Андрей Щипанов решил поступать в театральный. Мама была против выбора сына, считая, что ему необходимо выбрать более «приземленную» профессию. Но Андрей был настойчив. Он уехал в Нижний Новгород и поступил в театральный колледж. Отучившись два года, юноша в компании друзей отправился покорять Москву. Из них всех удача улыбнулась лишь Андрею…
Андрей Щипанов поступил в ГИТИС на режиссёрский факультет, но доучиться ему так и не довелось. Количество бюджетных мест было ограничено, а у юноши не было возможности платить. С курса Валерия Гаркалина пришлось уйти, о чём Андрей впоследствии очень сожалел.
Следующим этапом в жизни Андрея стала учёба на актёрском факультете Театрального института им. Б. Щукина (мастерская Ю. Нифонтова). Впрочем, учёбы как таковой практически и не было. Спустя всего месяц после начала занятий к ним в институт пришел режиссёр Леонид Рыбаков. Он искал актёра на главную роль в свою новую картину «Скажи Лео». Просмотрев всех ребят, режиссёр остановил свой выбор на Андрее, и юноша посчитал, что отказываться от такой удачи не стоит. Пришлось совмещать учёбу со съёмками.
Личная жизнь!
Хаотично. Постоянной девушки у меня нет. Бывают женщины, которые неожиданно появляются и так же неожиданно исчезают. Но есть человек, с которым бы мне хотелось более серьёзных отношений. Мое чувство пока не взаимно, между нами даже дружбы как таковой нет. Но это не важно. Я могу мечтать, и этого пока достаточно.
Скажи Лео
В фильме «Скажи Лео» Леонид Рыбаков попытался затронуть проблемы молодёжи, их сегодняшний мир со всеми ценностями, чувствами и эмоциями. Андрей Щипанов сыграл в ней роль хакера, известного под ником Лео, который занимается тем, что взламывает банковские счета, тем самым зарабатывая себе на жизнь. В сети он выдает себя за богатого американца и знакомится с девушкой, называющей себя Russian Girl. Они начинают общаться, дружба постепенно перерастает в любовь. Денег — море, оба неплохо зарабатывают, однако счастья нет…
Сам актёр о своей работе и о фильме отзывается так:
На мой взгляд, в случае с этой историей дело не только в Интернете, здесь всё гораздо глубже. По сути, Лео — это человек, который никак не может найти себя. Он постоянно сравнивает себя с друзьями, одноклассниками, чего они достигли, и почему у него этого до сих пор нет. Лео немного потерялся в этом мире, как и остальные персонажи. Я думаю, они обычные люди. Все хотят счастья… Для меня эта история об этом, а не только о смешении виртуального и реального миров.

## Учёба или съёмки?
В том же 2008 году Андрей Щипанов снялся ещё в одной картине — драме режиссёра Андрея Силкина «Заза», сыграв роль сына главной героини, семнадцатилетнего студента Никиту. А затем молодого актёра на одной из кинопроб заметила пиар-менеджер Арина Симонова и предложила участвовать в кастинге сериала «Рыжая». И вновь Андрею Щипанову досталась главная роль.
Юноше всё труднее стало совмещать напряжённый график съёмок с учёбой в институте. Надо было чем-то жертвовать, и Андрей решил покинуть институт…
Рыжая
В сериале «Рыжая» Андрей Щипанов сыграл главную роль молодого музыканта, лидера столичной группы «To the touch» Бориса Окунева. В начале сериала он предстает в образе нагловатого, самоуверенного молодого человека. Его герой, подвыпив, становится причиной того, что беззащитная девушка Таисия (Мария Луговая) теряет зрение. Об этом он узнаёт позже, встретив Тасю в клинике своего отца и полюбив её. Любовь изменит Бориса, открыв в нём иные, положительные качества…
Говоря откровенно, сериал получился чрезвычайно затянутым. Однако обаяние Андрея Щипанова, его харизма, удерживали у экранов зрителей на протяжении более чем полутора сотен серий. Ажиотаж вокруг сериала принёс актёру невероятную популярность. Сам же Андрей относится к своим работам на экране достаточно критично. И это является залогом того, что в будущем из него может вырасти большой актёр.

## Фильмография
- 2008 — Заза — Никита, сын Азалии
- 2008 — Скажи Лео — Лео
- 2008 — Рыжая — Борис Окунев
- 2009 — В тёмную
- 2009 — Час Волкова 3 — Гена